# Fabiola Conti
Pour les articles homonymes, voir Conti.
Fabiola Conti, née le 25 mars 1995 à Milan, est une coureuse de fond italienne spécialisée en skyrunning. Elle a remporté deux titres de championne d'Italie de skyrunning et a remporté la médaille d'argent de la SkyRace aux championnats d'Europe de skyrunning 2021.

## Biographie
Fabiola fait ses débuts en athlétisme classique et se distingue en cross-country et en course sur route. Le 8 mars 2014, elle prend part à la première édition des championnats d'Italie de relais de cross-country à Nove. Elle s'y impose avec ses coéquipières du CUS Pro Patria Milano et remporte son premier titre national. Elle termine en outre cinquième du semi-marathon de Turin 2017 et troisième du semi-marathon d'Aoste 2018.
Durant sa formation à l'École d'application de Turin en 2018, elle s'essaie à la discipline du skyrunning en prenant part à l'Alagna-Indren SkyRace. Elle y termine troisième.
Passionnée de montagne et ayant intégré le régiment des Alpins de Vipiteno où elle obtient le grade de lieutenant, elle se concentre exclusivement sur le skyrunning en 2021 et obtient rapidement de bons résultats. Le 5 septembre, elle prend part à la Rosetta SkyRace, comptant comme épreuve de Skyrace des championnats d'Italie de skyrunning. Elle effectue une solide course derrière la favorite Elisa Desco et s'assure de la deuxième marche du podium. Moins d'une semaine plus tard, elle remporte sa première victoire sur le Vertical Terme di Bognanco, manche du VK Open Championship, en battant la Japonaise Yuri Yoshizumi. Le 19 septembre, elle prend part à sa première manche de la Skyrunner World Series sur le Grigne SkyMarathon. Elle effectue une course solide sur le parcours raccourci et termine sur la troisième marche du podium. Une semaine plus tard, elle prend le départ de la course This Is Vertical Race comptant comme épreuve Vertical Sprint des championnats d'Italie de skyrunning. Elle y effectue une excellente course et termine première en 43 min 58 s, battant de treize secondes sa plus proche rivale. Elle remporte son premier titre national dans la discipline du skyrunning. Elle enchaîne à nouveau les podiums en Skyrunner World Series, terminant troisième de la SkyRace des Matheysins puis de la finale à la Limone Extreme. Le 20 novembre, elle prend le départ de la SkyRace des championnats d'Europe de skyrunning à Pisão. Elle mène la course dans un premier temps mais voit ensuite l'Espagnole Patricia Pineda lui ravir la tête. Cette dernière s'échappe et creuse l'écart en tête. Fabiola assure la médaille d'argent en se défendant face à une autre Espagnole, Mireia Pons.
Après avoir enchaîné de nombreuses courses au début de la saison 2022, elle s'élance comme favorite sur le SkyMarathon Sentiero 4 Luglio. Elle efface les doutes sur son état de forme en dominant l'épreuve. Elle s'impose en 5 h 31 min 30 s, terminant avec plus de vingt minutes d'avance sur sa plus proche poursuivante. La course comptant comme épreuve de SkyMarathon des championnats d'Italie de skyrunning, elle remporte le titre.
En 2023, elle s'essaie avec succès au trail sur des distances plus longues qu'un marathon. Le 12 mars, elle s'impose sur le Campo dei Fiori Trail de 50 kilomètres. Le 26 mars, elle prend le départ des championnats d'Italie de trail long courus dans le cadre du Maremontana Trail. Elle s'empare rapidement des commandes de la course et creuse l'écart sur ses rivales. Elle s'impose en 7 h 14 min 0 s, devançant de plus d'un quart d'heure sa plus proche poursuivante.

## Palmarès

### Route
| Année | Compétition            | Lieu  | Place | Épreuve       | Temps           |
| ----- | ---------------------- | ----- | ----- | ------------- | --------------- |
| 2017  | Semi-marathon de Turin | Turin | 5e    | Semi-marathon | 1 h 20 min 15 s |

### Skyrunning
| no  | féminin            | Course                                        | Longueur | Départ            | Temps           |
| --- | ------------------ | --------------------------------------------- | -------- | ----------------- | --------------- |
| 11e | Médaille de bronze | Alagna-Indren SkyRace                         | 22 km    | 23 juin 2018      | 3 h 31 min 5 s  |
| 38e | Médaille d'argent  | Aosta - Becca di Nona                         | 13 km    | 18 juillet 2021   | 2 h 31 min 7 s  |
| 29e | Médaille d'argent  | Rosetta SkyRace                               | 22 km    | 5 septembre 2021  | 2 h 44 min 37 s |
| 31e | Médaille d'or      | Vertical Terme di Bognanco                    | 3,4 km   | 10 septembre 2021 | 51 min 6 s      |
| 37e | Médaille de bronze | Grigne SkyMarathon                            | 23 km    | 19 septembre 2021 | 2 h 31 min 10 s |
| 37e | Médaille d'or      | This Is Vertical Race                         | 1,8 km   | 26 septembre 2021 | 43 min 58 s     |
| 60e | Médaille de bronze | SkyRace des Matheysins                        | 25,5 km  | 24 octobre 2021   | 3 h 0 min 35 s  |
| 63e | Médaille de bronze | Limone Extreme                                | 22,2 km  | 30 octobre 2021   | 3 h 0 min 16 s  |
| 23e | Médaille d'argent  | Championnats d'Europe de skyrunning - SkyRace | 35 km    | 20 novembre 2021  | 4 h 56 min 55 s |
| 78e | 5e                 | Zegama-Aizkorri                               | 42,2 km  | 29 mai 2022       | 4 h 36 min 43 s |
| 9e  | Médaille d'or      | Livigno SkyMarathon                           | 34 km    | 18 juin 2022      | 4 h 27 min 9 s  |
| 20e | Médaille d'or      | SkyMarathon Sentiero 4 Luglio                 | 42 km    | 3 juillet 2022    | 5 h 31 min 30 s |
| 30e | Médaille d'or      | Limone Extreme                                | 22,7 km  | 15 octobre 2022   | 2 h 59 min 16 s |
| 11e | Médaille d'or      | Bellagio SkyRace                              | 28,5 km  | 23 octobre 2022   | 2 h 55 min 8 s  |
| 21e | Médaille d'or      | Livigno SkyMarathon                           | 36 km    | 17 juin 2023      | 4 h 59 min 14 s |
| 12e | Médaille d'or      | Ivrea-Mombarone                               | 20 km    | 22 septembre 2024 | 2 h 21 min 2 s  |
| 37e | Médaille de bronze | Monte Zerbion Skyrace                         | 22 km    | 17 mai 2025       | 2 h 48 min 20 s |

### Trail
| no  | féminin            | Course                                 | Longueur | Départ            | Temps            |
| --- | ------------------ | -------------------------------------- | -------- | ----------------- | ---------------- |
| 53e | 6e                 | Championnats du monde de trail - Court | 48 km    | 5 novembre 2022   | 3 h 57 min 10 s  |
| 15e | Médaille d'or      | Championnats d'Italie de trail long    | 60 km    | 26 mars 2023      | 7 h 14 min 0 s   |
| 9e  | Médaille de bronze | Istria Green                           | 62,9 km  | 15 avril 2023     | 6 h 18 min 15 s  |
| 4e  | Médaille d'or      | Tor des Géants - Tot Dret              | 130 km   | 10 septembre 2024 | 22 h 53 min 24 s |
| 20e | 5e                 | Marathon du Mont-Blanc                 | 42 km    | 29 juin 2025      | 4 h 18 min 53 s  |
| 4e  | Médaille d'or      | Les Sentiers des Valdôtains            | 122 km   | 18 juillet 2025   | 18 h 2 min 1 s   |

## Records
| Épreuve       | Performance     | Date             | Lieu            |
| ------------- | --------------- | ---------------- | --------------- |
| 5 000 mètres  | 18 min 17 s 81  | 6 mai 2018       | Turin           |
| 10 kilomètres | 36 min 59 s     | 14 novembre 2021 | Crema           |
| Semi-marathon | 1 h 16 min 16 s | 4 décembre 2016  | Turin           |
| Marathon      | 2 h 57 min 50 s | 9 décembre 2018  | Reggio d'Émilie |